# Ernst Kraft (Politiker, 1924)
Ernst Kraft (* 25. Mai 1924 in Selm; † 10. Mai 2001) war ein deutscher Politiker der CDU.

## Ausbildung, Beruf und Privates
Ernst Kraft absolvierte die Volksschule und Berufsschule und schloss seine Ausbildung zum Former ab. Ab 1942 arbeitete er als Facharbeiter.
Kraft war verheiratet und hatte zwölf Kinder.

## Politik
1949 wurde Ernst Kraft Mitglied der Industrie-Gewerkschaft Metall. 1952 trat er in die CDU ein und wurde Mitglied im Gemeinderat Selm. Dort war er von 1962 bis 1964 und ab 1969 Bürgermeister. Als Amtsbürgermeister des Amtes Bork wirkte er von 1967 bis 1974.
Ernst Kraft war vom 28. Mai 1975 bis zum 28. Mai 1980 direkt gewähltes Mitglied des 8. Landtages von Nordrhein-Westfalen für den Wahlkreis 088 Lüdinghausen. Vom 29. Mai 1980 bis zum 29. Mai 1985 war er Mitglied des 9. Landtags, in den er über die Landesliste einzog.

## Ehrungen
- 1983: Verdienstkreuz 1. Klasse der Bundesrepublik Deutschland
- 1995: Verdienstorden des Landes Nordrhein-Westfalen[2]